# Вахидов, Васит Вахидович
Васит Вахидович Вахидов (узб. Vasit Vaxidovich Vaxidov, 1917—1994) — узбекский советский хирург и учёный, основоположник школы специализированной хирургической помощи в Узбекистане.
Доктор медицинских наук (1962), профессор, академик Академии Наук Узбекистана.

## Биография
Родился 13 декабря 1917 года в семье крестьянина в кишлаке Чага Туркестанской области.
Семья Вахидова крестьянствовала на землях, находящихся около г. Туркестана. Отец — Абдувахит Халметов, имел 9 детей, из которых 2 умерли в раннем возрасте, а семеро, и самый младший Васит, помогали отцу в хозяйстве. Мать — Халметова Хожар, вся семья и воспитание детей — это была её забота.
Окончил в 1939 году Ташкентский медицинский институт. Кандидатскую диссертацию защитил в 1950 году — «Функция поджелудочной железы при гнойных заболеваниях». Докторскую — в 1962 году — «Плевральные сращения и значение их сосудов в легочном кровообращении».
27 ноября 1973 года вышло в свет Постановление Совета Министров СССР № 70, а 6 декабря 1973 года — Приказ Министра здравоохранения СССР академика Б. В. Петровского № 970 «Об организации филиала Всесоюзного научно-исследовательского института клинической и экспериментальной хирургии МЗ СССР в г. Ташкенте». Директором филиала ВНИИКиЭХ становится заведующий кафедрой госпитальной хирургии ТашГосМИ профессор Васит Вахидович Вахидов.
Он создал и до конца жизни оставался директором Ташкентского филиала Всесоюзного научно-исследовательского Центра Хирургии.

## Труды
- Автор более 180 научных работ, посвященных изучению почти всех разделов хирургии-заболеваний легких, органов средостения, желчных путей, печени, желудка, сердца, магистральных сосудов нижних конечностей, ургентных хирургических заболеваний органов брюшной полости и др.
- Подготовил 15 докторов и 60 кандидатов наук. Был действительным членом Всемирной ассоциации хирургов, редактор «Медицинский журнал Узбекистана», член редакционного совета журнала « Хирургия» им. Пирогова.

## Награды
- Орден «За выдающиеся заслуги» (25 августа 2003 года, посмертно) — в память о наших соотечественниках, внёсших неоценимый вклад в развитие науки и культуры Узбекистана, посвятивших всю свою жизнь делу процветания страны, бережному сохранению духовности народа, учитывая их бесценное научно-творческое наследие[1].
- Орден Ленина (1976 год).
- Орден Октябрьской Революции (26 июня 1981 года).
- Орден «Знак Почёта» (11 февраля 1961 года) — за большие заслуги в области охраны здоровья советского народа и развитие медицинской науки[2].

## Память
Постановлением Кабинета Министров Республики Узбекистан от 6 июля 1995 года его именем был назван вышеупомянутый Республиканский специализированный научно-практический медицинский центр хирургии.